# Billy Harper
Billy Harper (* 17. ledna 1943 Houston) je americký jazzový saxofonista.
Narodil se v Houstonu a od útlého dětství zpíval v kostele. První saxofon dostal přibližně v deseti letech a hudbu později studoval na Univerzitě Severního Texasu (1961–1965); po dokončení se v roce 1966 přestěhoval do New Yorku. V letech 1968 až 1970 působil v kapele The Jazz Messengers bubeníka Arta Blakeyho, poté do roku 1975 vystupoval v orchestru Thada Jonese a Mela Lewise a několik let hrál v kvartetu bubeníka Maxe Roacha. Jako lídr debutoval v roce 1974 s albem Capra Black. Později vydal řadu dalších nahrávek; roku 1992 vyšla trojice alb Live on Tour in the Far East, nahraných při koncertech v Pusanu (Jižní Korea), Kao-siungu (Tchaj-wan) a Kuala Lumpuru (Malajsie). Během své kariéry hrál s mnoha dalšími hudebníky, mezi něž patří například Louis Armstrong, Gil Evans, Woody Shaw, McCoy Tyner a Randy Weston.